# Richard Glover

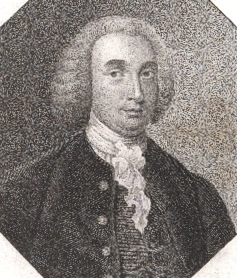
Richard Glover

Richard Glover, spr. glowwer, (* 1712 in London; † 25. November 1785) war ein englischer epischer Dichter.

## Leben
Glover war der Sohn eines Hamburger Kaufmanns und wurde in London geboren. Er erlernte denselben Beruf wie sein Vater, erhielt aber eine fast gelehrte Bildung. Mit 16 Jahren debütierte er 1728 erfolgreich mit seinem Lobgedicht auf Isaac Newton, das noch im selben Jahr von Dr. Henry Pemberton in dessen „A view of Newton’s philosophy“ publiziert wurde. 1753 veröffentlichte Richard Glover sein Trauerspiel Boadicea, in dessen Zentrum Boudicca stand. Von 1767 an war Glover mehrere Jahre Parlamentsmitglied für die Stadt Weymouth.

## Rezeption
1737 veröffentlichte Glover sein Heldengedicht „Leonidas“, welches heute noch als sein wichtigstes zählt. Besonders vonseiten der Whigpartei bekam er deswegen viel Lob ausgesprochen. Dieses Epos erlebte mehrere Auflagen und wurde 1764 von Johann Arnold Ebert ins Deutsche übersetzt. Als Fortsetzung davon gilt das 1787 (posthum) veröffentlichte Gedicht „The Atheniad“ in 30 Gesängen. Seine „Memoirs of a celebrated literary and political character“ (1804) gaben Anlass, ihm die Briefe des Junius zuzuschreiben.

## Werke (Auswahl)
Lyrik
- London, or the progress of commerce. 1739.
- Admiral Hosier’s ghost. 1739 (polemische Ballade gegen Spanien)
- Answer to Hosier’s ghost. 1785.
- Leonidas. 1737

Theaterstücke
- Boadicea. Trauerspiel. 1753.
- Medea. Trauerspiel. 1761.